# جيمي غريغ
جيمي غريغ (بالإنجليزية: Jamie Gregg)‏ (و. 1985  م) هو متزلج سريع كندي، ولد في إدمونتون، شارك في الألعاب الأولمبية الشتوية 2010، والألعاب الأولمبية الشتوية 2014.

## روابط خارجية
- جيمي غريغ على موقع SpeedSkatingBase.eu (الإنجليزية)
- جيمي غريغ على موقع SpeedSkatingNews.info (الإنجليزية)
- جيمي غريغ على موقع SpeedSkatingStats.com (الإنجليزية)
- جيمي غريغ على موقع اللجنة الأولمبية الدولية (الإنجليزية)
- جيمي غريغ على موقع أوليمبيديا (الإنجليزية)
- جيمي غريغ على موقع اللجنة الأولمبية الكندية (الإنجليزية)